# Ваираатеа

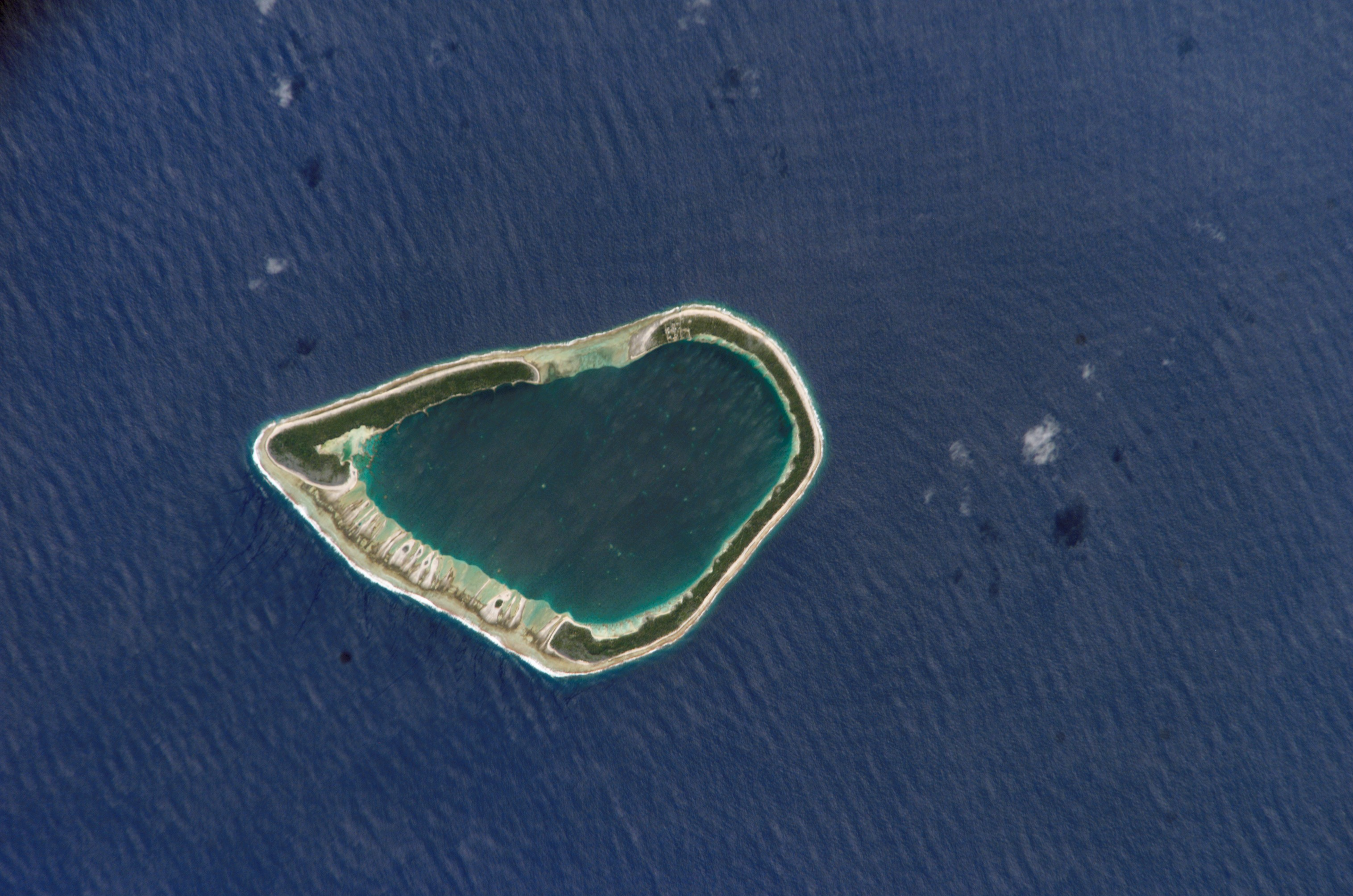
Космический снимок острова

Ваираатеа (фр. Vairaatea) — атолл в архипелаге Туамоту (Французская Полинезия). Расположен в 180 км к юго-востоку от атолла Хао.

## География
Остров состоит из двух моту, разделённых узким проливом. В центре расположена лагуна.

## История
Ваираатеа был открыт в 1606 году испанским мореплавателем родом из Португалии Педро Фернандесом Киросом, который назвал остров Сан-Мигель-Аркангел (San Miguel Arcángel).

## Административное деление
Административно входит в состав коммуны Нукутаваке.

## Население
В 2007 году численность населения Ваираатеа составляла 66 человек. Главное поселение — Ахуруа.